# 锡纳伯尔基兴
锡纳伯尔基兴是奥地利施蒂利亚州魏茨县的一个市镇。总面积37.01平方公里，总人口3860人，人口密度104.3人/平方公里（2005年）。